# Edith Weston
Edith Weston is een civil parish in het bestuurlijke gebied Rutland, in het Engelse graafschap Rutland met 1359 inwoners.